# Netolice
Netolice (en allemand : Nettolitz ou Netolitz) est une ville du district de Prachatice, dans la région de Bohême-du-Sud, en République tchèque. Sa population s'élevait à 2 498 habitants en 2024.

## Géographie
Netolice se trouve à 9 km à l'est-nord-est de Prachatice, à 23 km à l'ouest-nord-ouest de České Budějovice et à 135 km au sud-sud-ouest de Prague.
La commune est limitée par Malovice au nord, par Olšovice et Mahouš à l'est, par Babice, Lužice et Lhenice au sud, et par Hracholusky et Strunkovice nad Blanicí à l'ouest.

## Histoire
La première mention écrite de la localité date de 981.

## Galerie

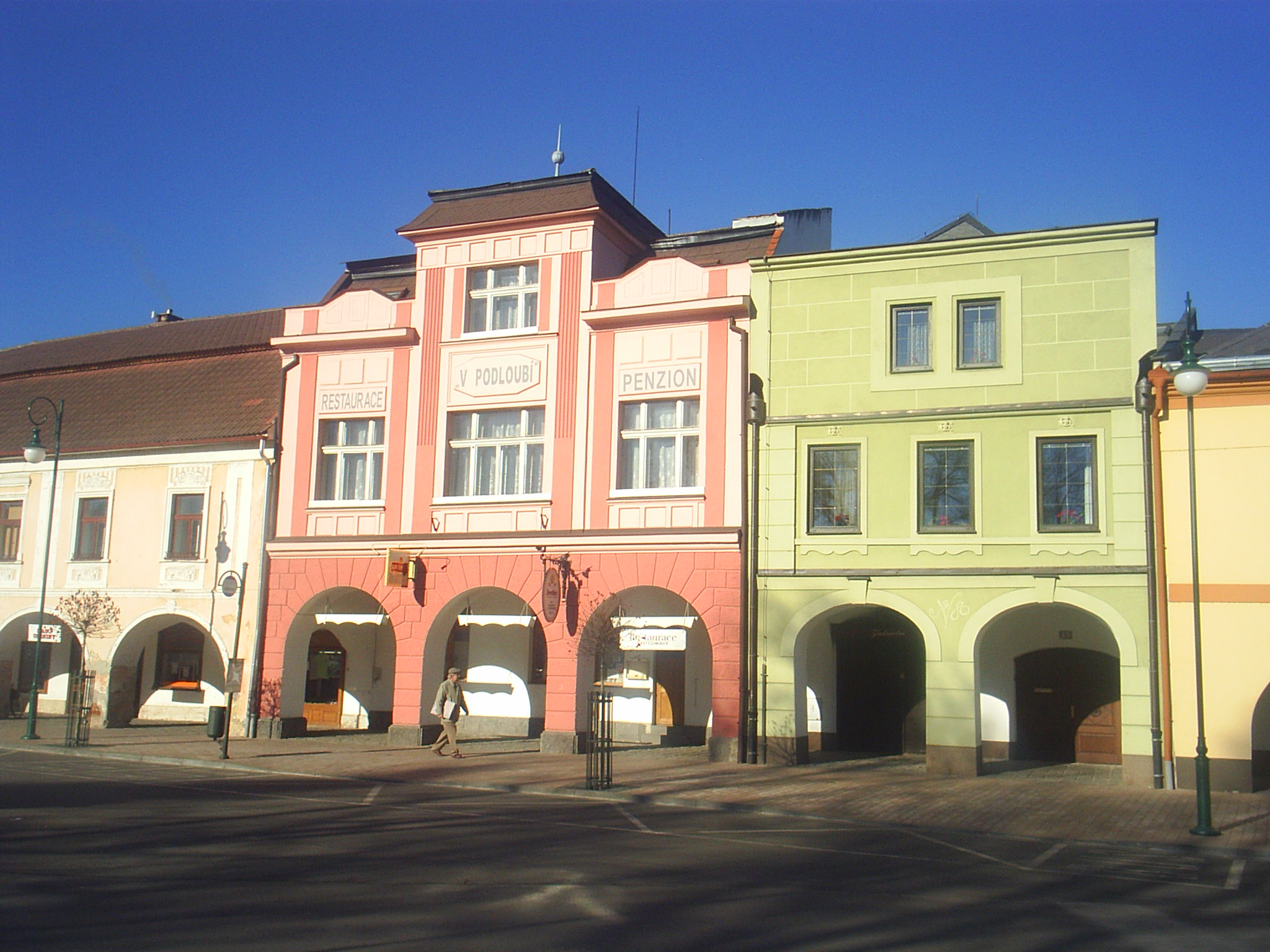
Netolice : place centrale.
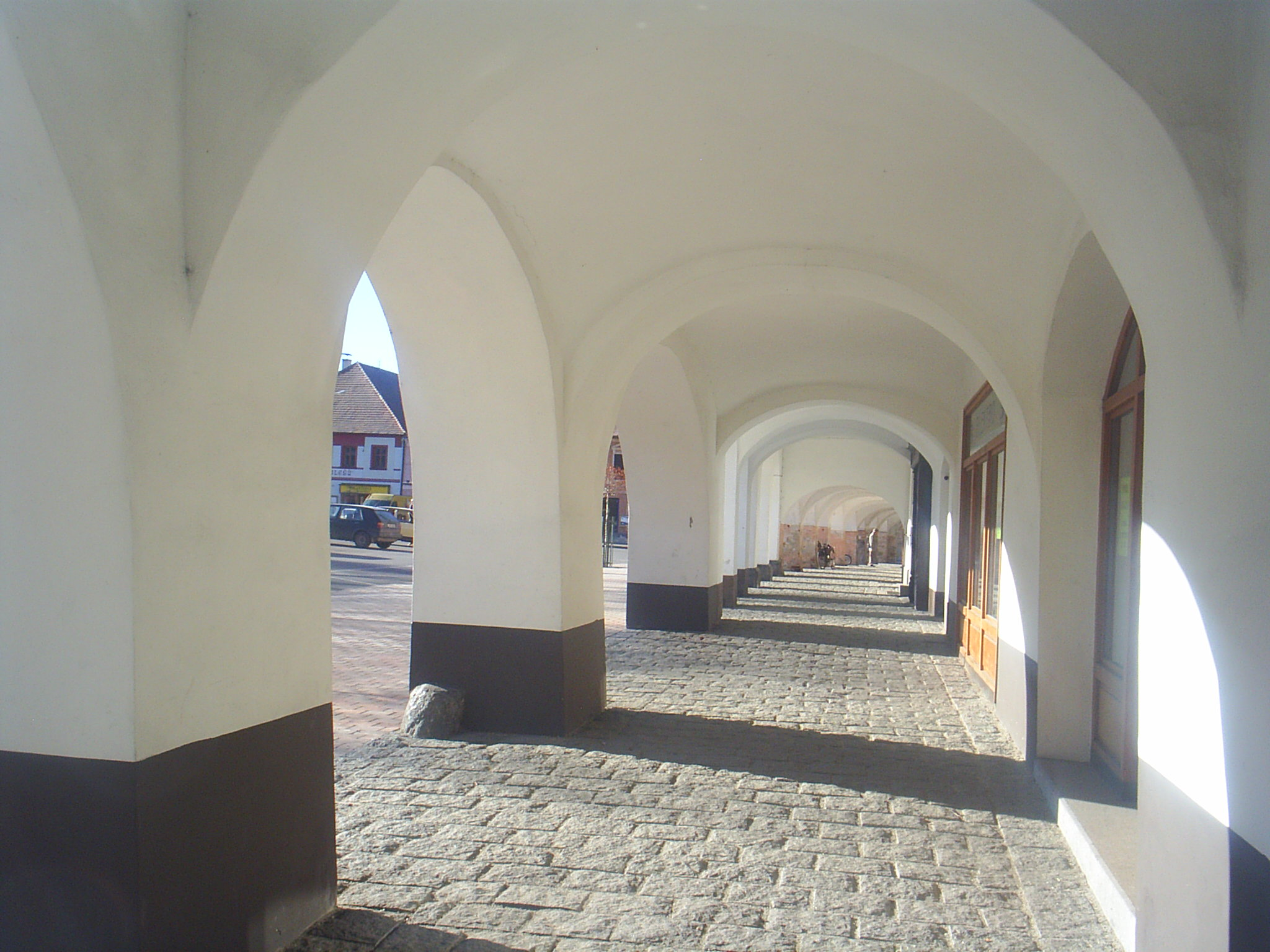
Arcades autour de la place.

## Transports
Par la route, Netolice se trouve à 20 km de Prachatice, à 37 km de Český Krumlov, à 26 km de Ceské Budejovice et à 147 km de Prague.